# Битва на реке Черёхе (1436)
Би́тва на реке́ Черёхе — сражение войск мятежного князя Звенигородского Василия Косого с войсками Великого князя Московского Василия II на реке Черёхе, которое случилось в 1436 году, во время феодальной войны Русского государства 1425—1453 годов.

## Предыстория
На протяжении длительного времени происходила междоусобная война между Юрием Звенигородским с сыновьями и Василием Тёмным. После смерти князя Юрия в 1434 году, борьбу за московский престол продолжил его сын Василий. После очередного проигрыша Василия Юрьевича, в 1435 году между ним и Василием Тёмным было взято перемирие — он признавал себя «младшим братом». От московского князя Василий Косой получил в удел Дмитров. Однако зимой 1435—1436 года он снова предпринял военные действия и захватил Галич и Углич.

## Ход битвы
Перед самой битвой Василий Косой заключил короткое перемирие с Василием Тёмным, для переговоров был послан монах Русан из Борисоглебской обители. Однако звенигородский князь первым нарушил это перемирие и выступил с войсками от села Болтино, после того как московский князь распустил свои полки. Битва произошла 14 мая 1436 года в Ростовской земле на реке Черёх, между Волгой и Большим селом. Московскому князю удалось быстро собрать войска и дать отпор. Армия Василия Косого была разбита, а сам он попытался бежать, но был схвачен Борисом Тоболиным и князем Иваном Друцким. В составе войска Василия Косого было 400 вятчан, во главе них были воеводы Дятел и Семён Жадовский.

## Итоги
Людьми московского князя Василий Косой был вывезен в Москву и там 21 мая 1436 года по приказу Василия Тёмного был ослеплён. Также пострадали другие участники битвы — воевода Дятел был повешен в Москве, а Семён Жадовский был убит переяславской чернью дубинами.